# Paralonchurus petersii
Paralonchurus petersii är en fiskart som beskrevs av Bocourt, 1869. Paralonchurus petersii ingår i släktet Paralonchurus och familjen havsgösfiskar. IUCN kategoriserar arten globalt som livskraftig. Inga underarter finns listade i Catalogue of Life.